# Rybnicka Jesień Kabaretowa „Ryjek”
Rybnicka Jesień Kabaretowa „Ryjek” – festiwal premier kabaretowych, organizowany od 1996 roku. Uchodzi on za jeden z najbardziej znanych polskich festiwali kabaretowych. Odbywa się on w Klubie Energetyka i Teatrze Ziemi Rybnickiej w Rybniku. Głównym dyrektorem festiwalu jest Michał Wojczak, dyrektorem artystycznym Łukasz Żak, a dyrektorem organizacyjnym Piotr Sobik. Organizatorem festiwalu jest Teatr Ziemi Rybnickiej.
Jest to jedyny festiwal kabaretowy w Polsce, podczas którego uczestnicy prezentują wyłącznie premierowe skecze. Ich temat jest wcześniej podany przez organizatorów. Głównymi nagrodami są Złote Koryta przyznawane osobno przez: kabarety, publiczność oraz tajnego jurora. Do 2016 roku dwa kabarety zdołały otrzymać wszystkie trzy Złota Koryta w jednym roku (Kabaret Niemy w 1997 oraz Kabaret Ani Mru-Mru w latach 2010 i 2013). Do 2015 roku przyznało 80 Złotych Koryt.

## Historia
Inicjatorem festiwali był Aleksander Chwastek, założyciel jednoosobowego kabaretu YNDYWYDUALNEGO i członek kabaretu NIC. Pierwsza edycja festiwalu odbyła się w 1996 roku. Głównym sponsorem festiwalu była Elektrownia Rybnik. Pierwszą edycję zorganizował kabaret Nic, w skład którego wchodzili Aleksander Chwastek, Tadeusz Kolorz i Robert Korólczyk. W następnych latach głównym organizatorem festiwalu był Aleksander Chwastek. Po jego śmierci w 2004 roku organizacją dziewiątej edycji „Ryjka” zajęli się Stanisław Wójtowicz, Robert Korólczyk i Bartosz Demczuk.
Do 2015 roku w Rybnickiej Jesieni Kabaretowej „Ryjek”  wzięło udział ponad stu artystów, którzy przedstawili 1340 skeczy. Na przestrzeni lat wystąpili m.in. Ani Mru-Mru, Grupa MoCarta, Jurki, Kabaret Ciach, Kabaret Młodych Panów, Kabaret Moralnego Niepokoju, Kabaret Skeczów Męczących, Limo, Łowcy.B, Neo-Nówka, Paranienormalni, Smile oraz soliści i stand-uperzy: Grzegorz Halama, Tomasz Jachimek, Łukasz Lodkowski, Rafał Pacześ, Katarzyna Piasecka. Na „Ryjku” premierę miały takie skecze jak: „Niebo” Neo-Nówki, „Gwiezdne Wojny po Śląsku” Paranienormalnych oraz piosenka „Ja wiedziałem że tak będzie” Grzegorza Halamy, która trafiła na Listę Przebojów Programu Trzeciego.
Z powodu pandemii COVID-19 w 2020 roku nie odbyła się 25. edycja festiwalu. Jubileuszową edycję poprowadzono rok później. W 2023 roku odbyła się 27. edycja festiwalu.